# Onthophagus concinnus
Onthophagus concinnus é uma espécie de inseto do género Onthophagus da família Scarabaeidae da ordem Coleoptera. Foi descrita em 1840 por Castelnau.
Mede 5 a 8 mm. É verde e amarelo. Alimenta-se de esterco e de fungos. Encontra-se no sudeste dos Estados Unidos.